# تپه سی چان تپه سی
تپه سی چان تپه سی مربوط به هزاره ۴ قم است و در شهرستان بناب، بخش مرکزی، روستای گزاوشت واقع شده و این اثر در تاریخ ۲۵ اسفند ۱۳۷۹ با شمارهٔ ثبت ۳۰۹۳ به‌عنوان یکی از آثار ملی ایران به ثبت رسیده است.